# Hôtel-Dieu d'Étampes
L'Hôtel-Dieu est un édifice situé à Étampes dans le département français de l'Essonne, en France.

## Localisation
Le monument est situé au 37 rue de la République, Étampes.

## Historique
L'édifice est daté des XVIIe siècle et XVIIIe siècle.
Fermé depuis 1991, il fait l'objet d'une restauration au début des années 2010 visant à le transformer en logements. Les bâtiments au nord et à l'est ont été détruits pour laisser place à de nouveaux immeubles et deux allées piétonnes, le mail Gabriel Gautron et l'allée de la Collégiale (privée, fermée au public). Les bâtiments jouxtant la rue Baugin, désormais visibles de la Collégiale Notre-Dame-du-Fort d'Étampes, sont en revanche conservés et transformés en logements.
Les éléments inscrits au titre des monuments historiques sont :
- Portail sur la rue de la République
- Façades et toitures des bâtiments sur la première et la deuxième cour (sauf les constructions du XXe siècle)
- Chapelle et sacristie ; deux escaliers du XVIIIe siècle
- Décors intérieurs des pièces suivantes de l'aile de la communauté :
  - Rez-de-chaussée :
    - Actuel bureau du directeur
    - Actuelle entrée avec son bureau contigu
    - Ancienne chapelle

  - Premier étage :
    - Ancienne salle du chapître

## Galerie

Galerie de photographies
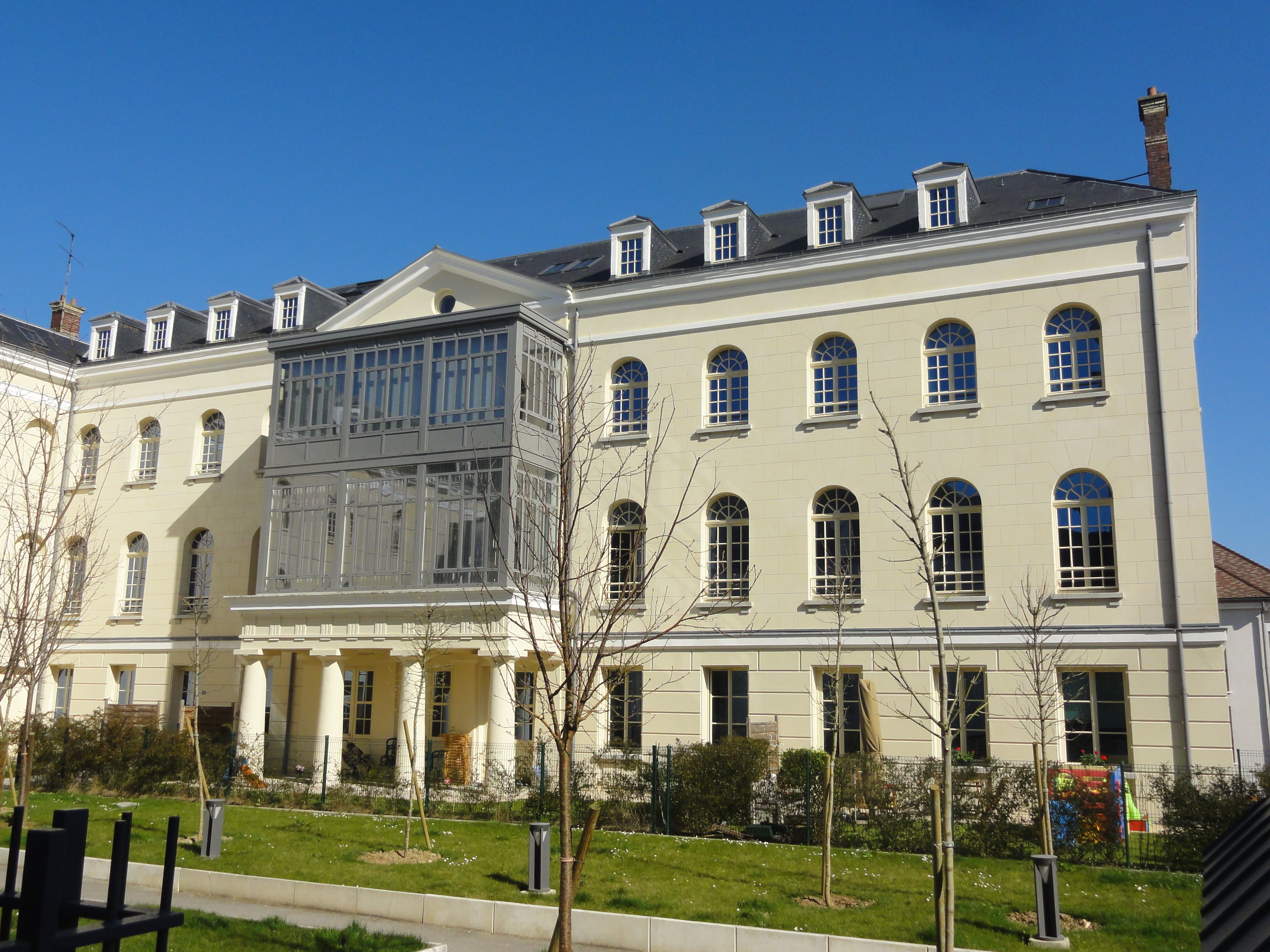
Bâtiment restauré de l'Hôtel-Dieu.
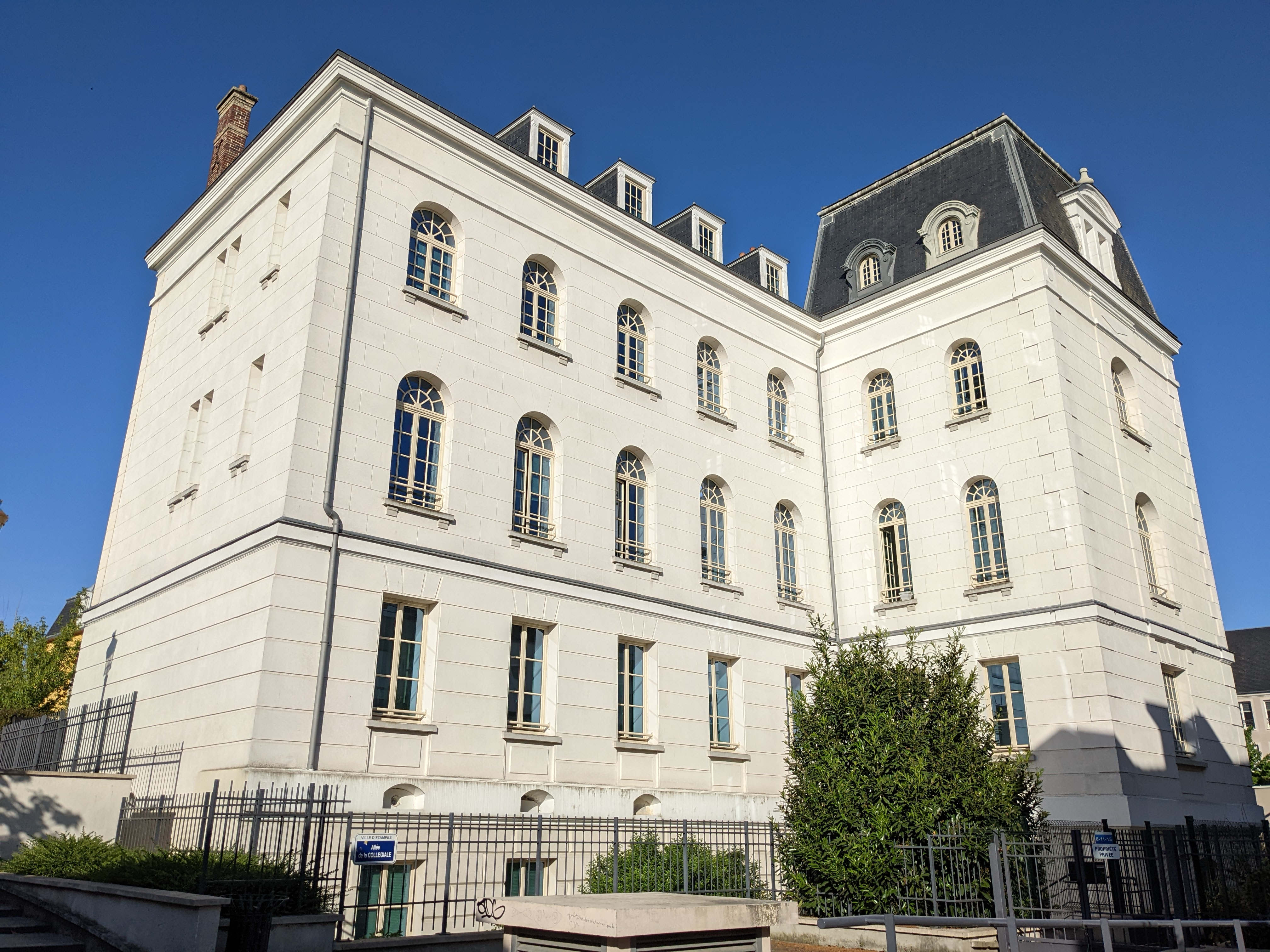
Bâtiment restauré de l'Hôtel-Dieu.
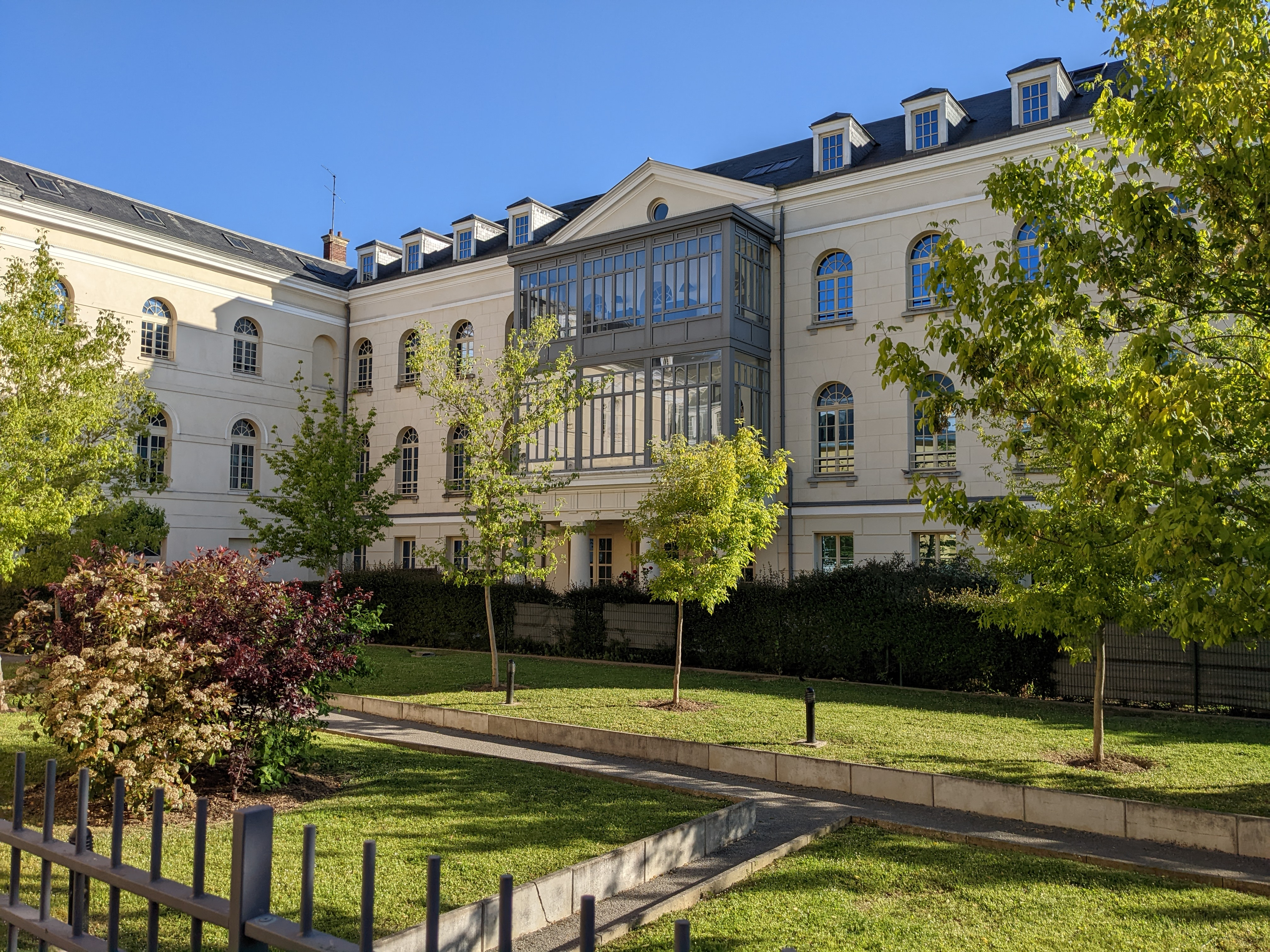
Bâtiment restauré de l'Hôtel-Dieu.
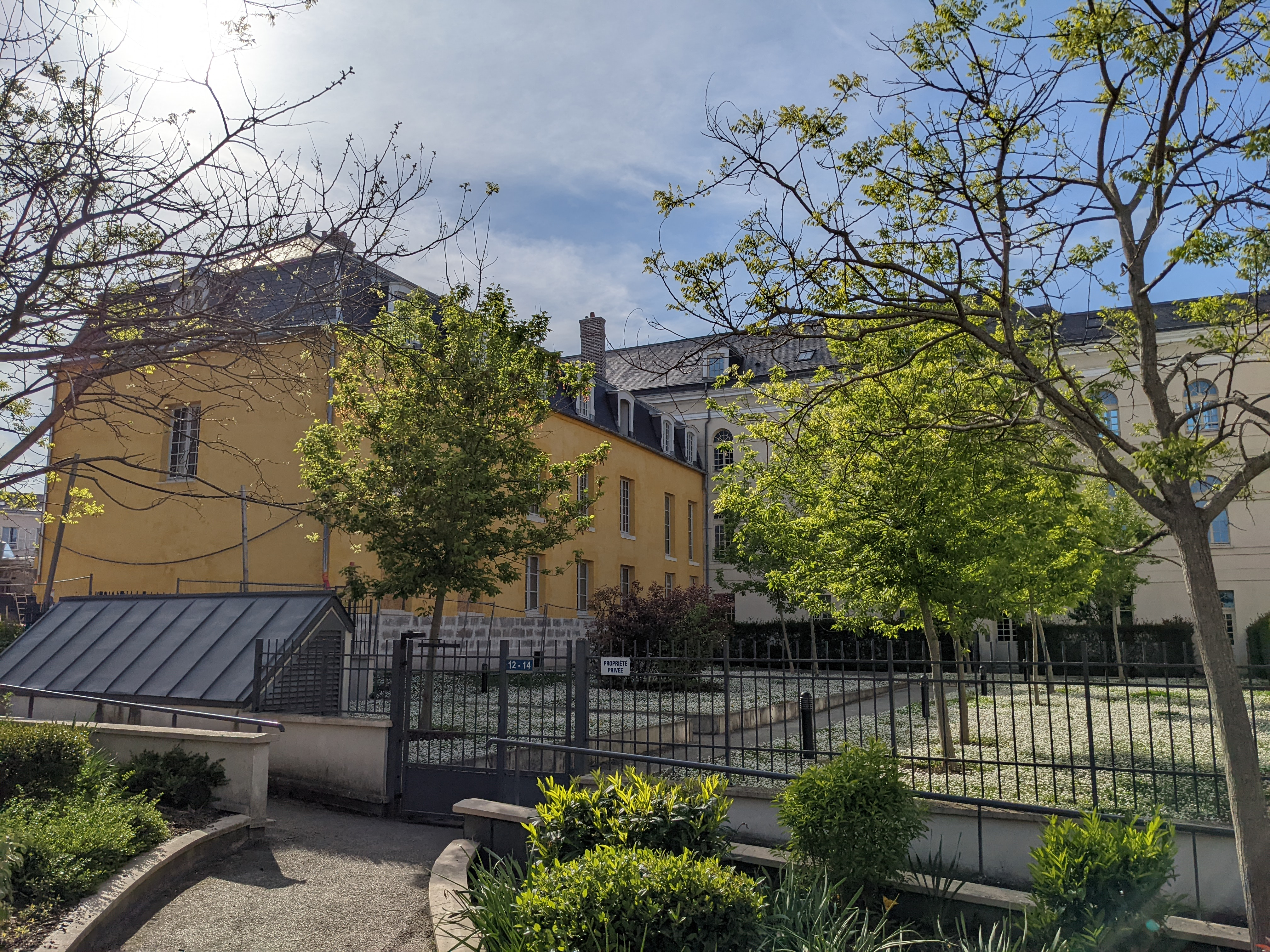
Bâtiment restauré de l'Hôtel-Dieu.
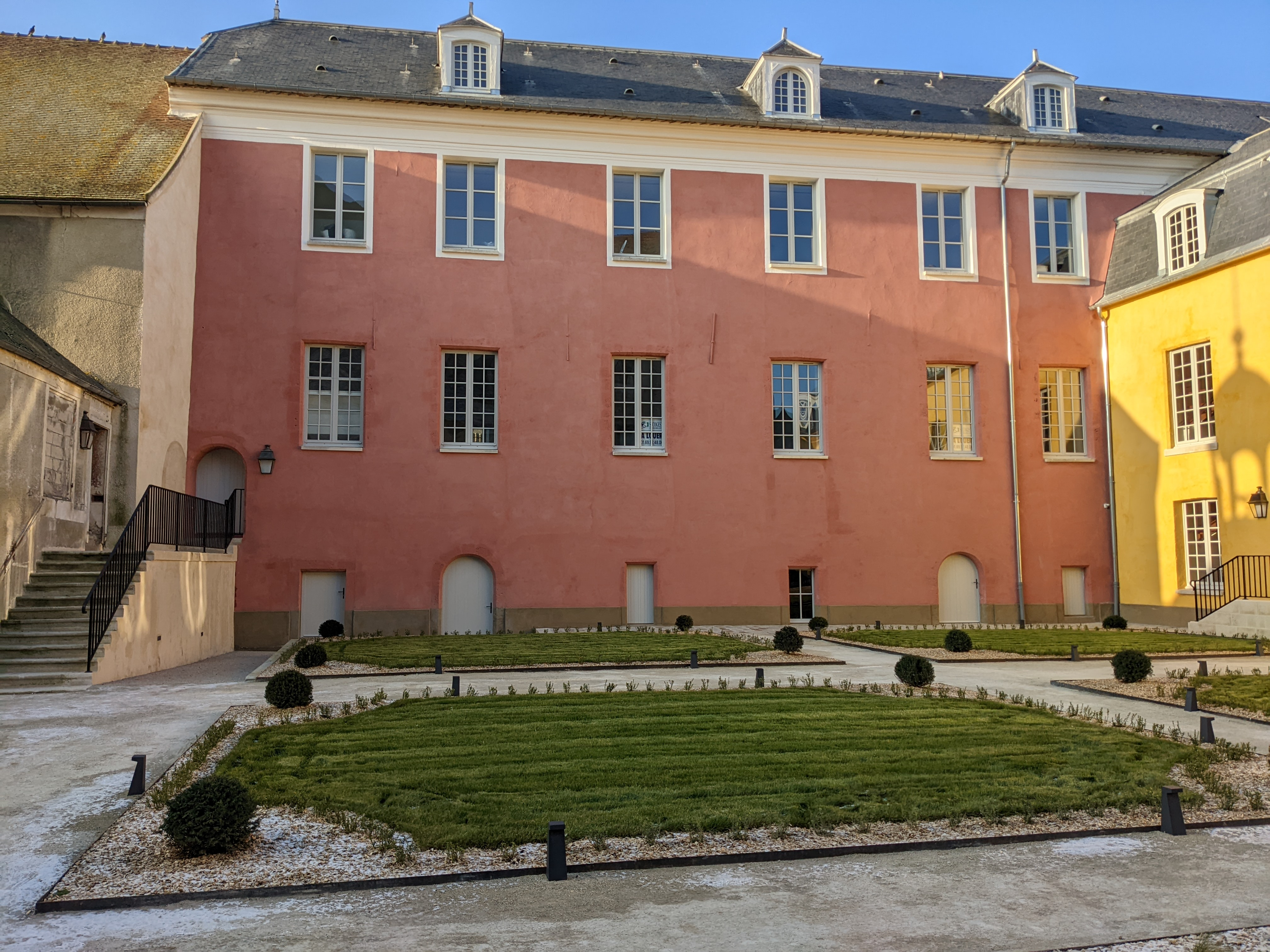
Bâtiment restauré de l'Hôtel-Dieu.
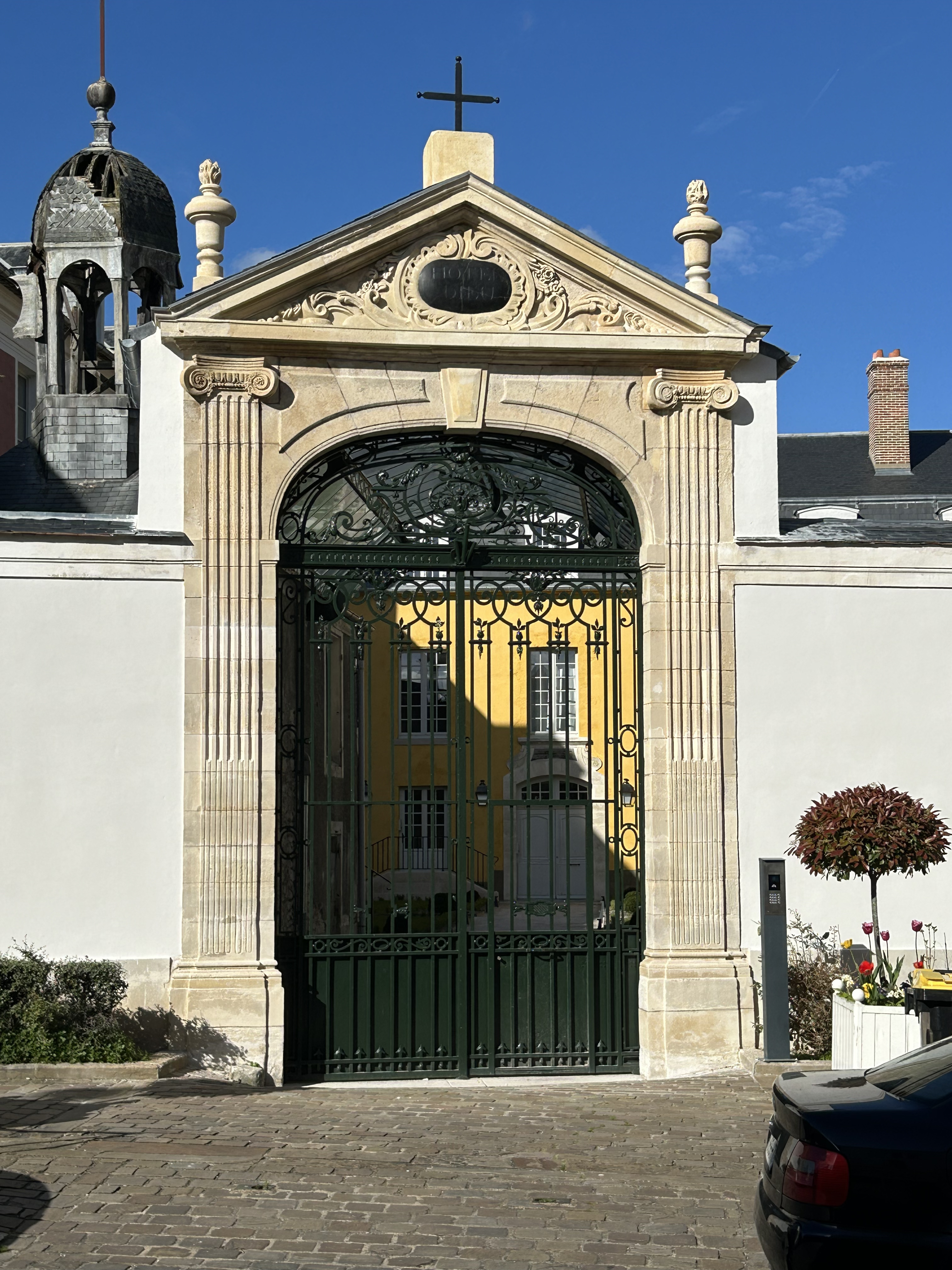
Portail.
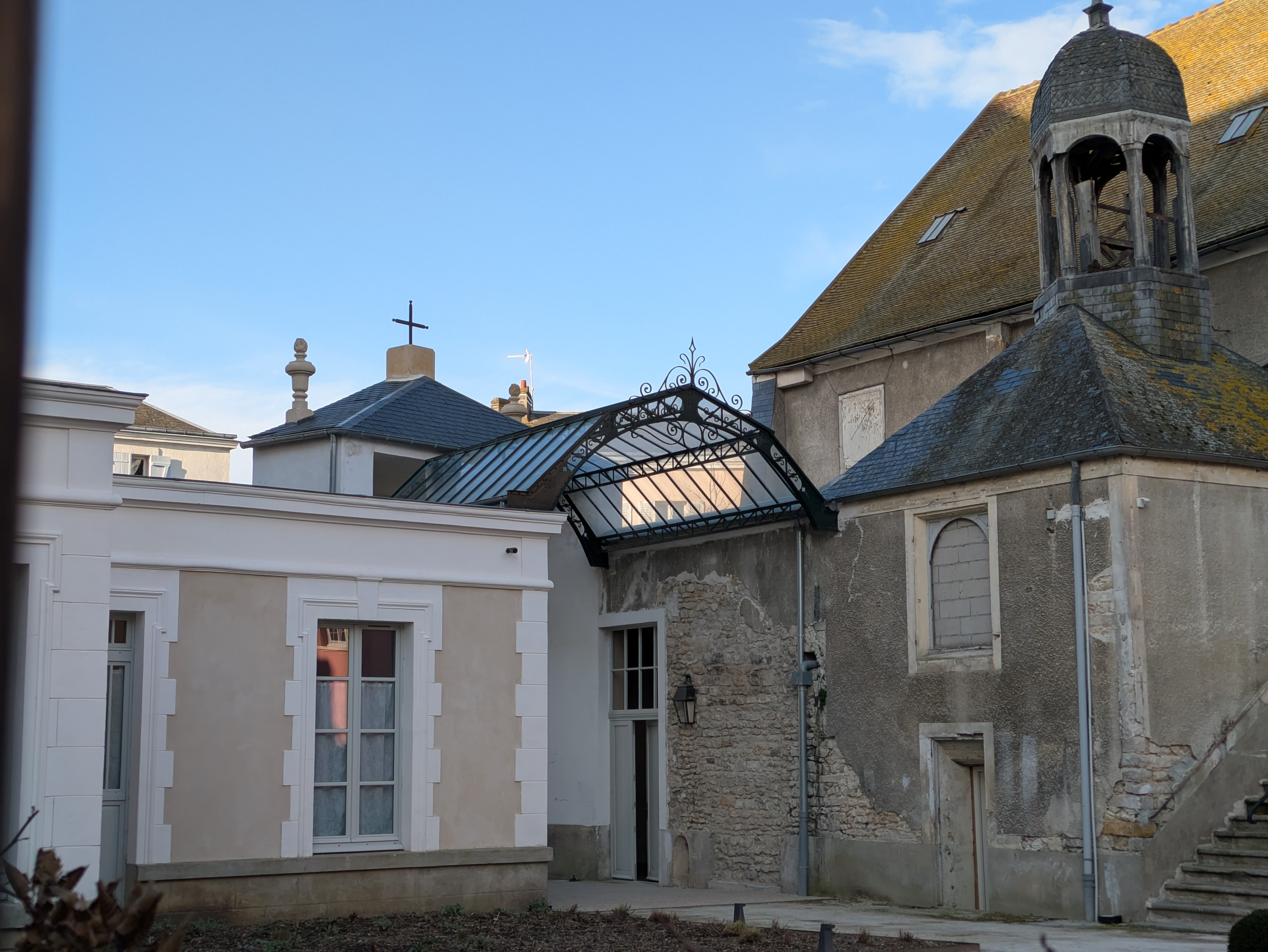
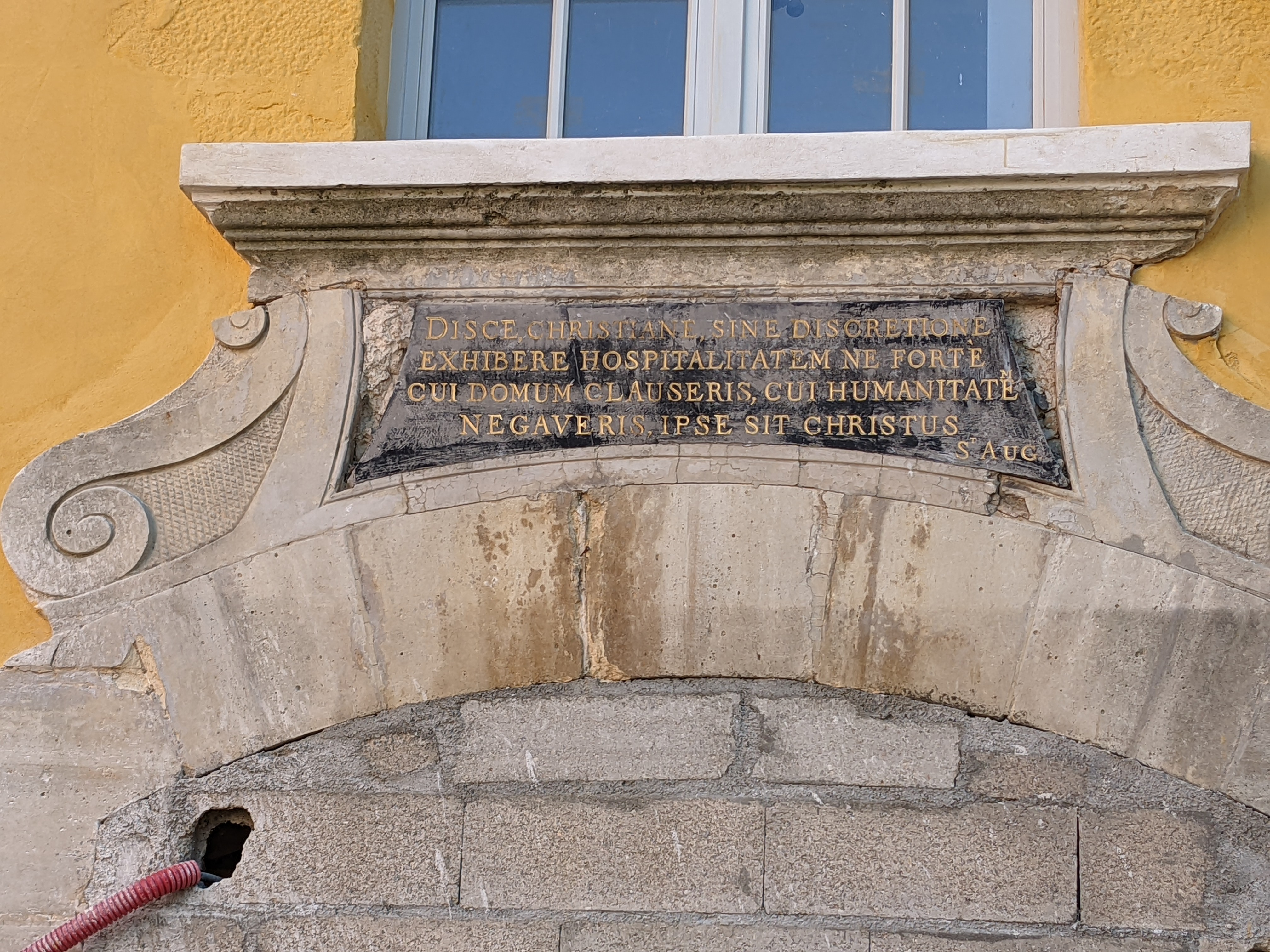
Plaque au-dessus de l'entrée.
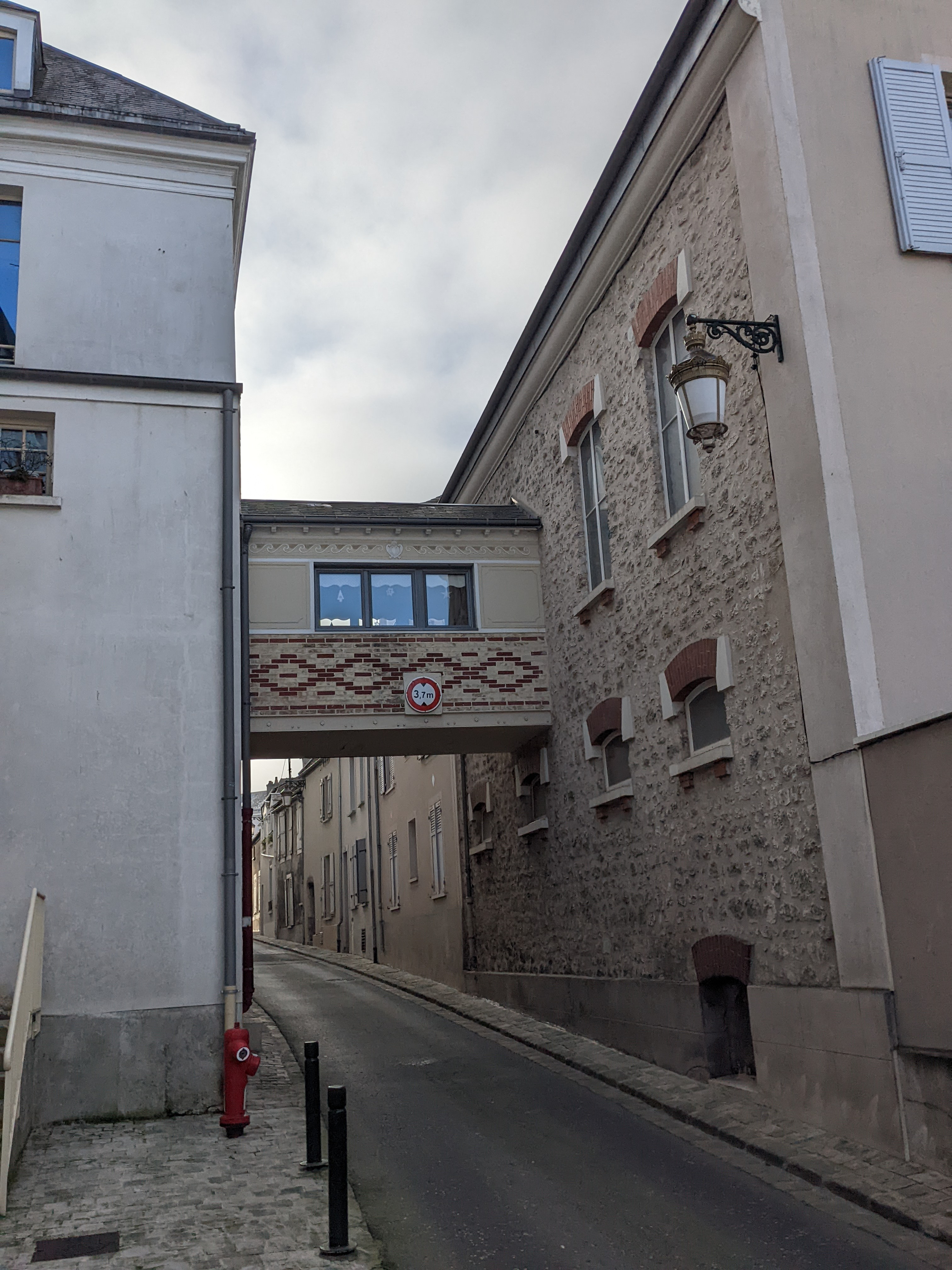
Passerelle couverte, enjambant la rue Baugin.